# St.-Stephanus-Kirche (Urmia)

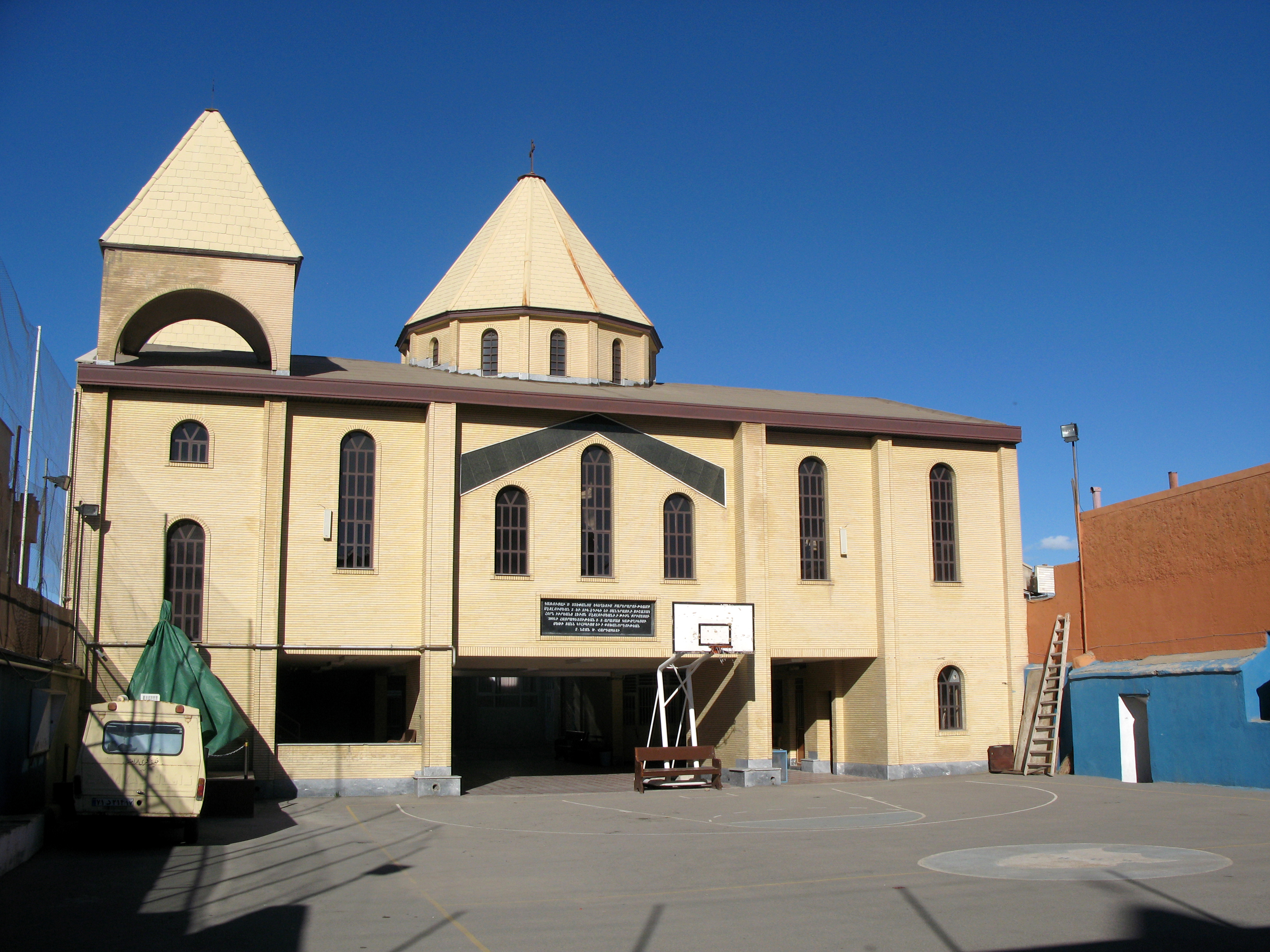
Armenische St.-Stephanus-Kirche in Urmia, 2007

Die St.-Stephanus-Kirche oder Surb Stepanos (armenisch Սուրբ Ստեփանոս եկեղեցի, persisch کلیسای استفانوس مقدس) ist eine Kirche in der iranischen Stadt Urmia, die ursprünglich aus dem 18. Jahrhundert stammt und im Jahre 2002 neu geweiht wurde. Sie gehört zum Bistum Atrpatakan der Armenisch-Apostolischen Kirche im Katholikat von Kilikien.

## Standort
Die armenische St.-Stephanus-Kirche in Urmia befindet sich an der Nordostseite der Mirzayan-Straße, rund von dieser 30 m zurückversetzt, im Straßenverlauf etwa 30 m nordwestlich von deren Einmündung in die Behzad-Darbandi-Straße und rund 50 m nördlich der Kathedrale der Heiligen Muttergottes der Chaldäisch-katholischen Kirche – direkt gegenüber auf der anderen Seite der Mirzayan-Straße.

## Geschichte
Seit dem frühen Mittelalter leben sowohl Armenier als auch Assyrer in und um Urmia. Im Jahre 1905 lebten in Urmia und Umgebung etwa 6000 Armenier, darunter 350 in der Stadt Urmia. Drei Dutzend Dörfer waren armenisch besiedelt, darunter das bis heute armenische Gardabad. Obwohl mehrere armenische Dörfer kleine Kirchen oder Kapellen hatten, war die armenische Hauptkirche der Gegend die St.-Stephanus-Kirche in Urmia, die im 18. Jahrhundert erbaut wurde.
Während des Ersten Weltkriegs marschierte die osmanische Armee in Urmia ein und massakrierte die armenische und assyrische Bevölkerung. In der Folge floh etwa die Hälfte der Armenier nach Armenien. 1948 lebten etwa 3000 Armenier in 29 Dörfern der Umgebung Urmias, von denen die meisten um das Jahr 1946 nach Sowjetarmenien auswanderten. Anfang des 21. Jahrhunderts lebt eine kleine Anzahl armenischer Familien weiterhin in Urmia. Die verfallene armenische Kirche St. Stephanus wurde in dieser Zeit wieder aufgebaut und am 9. September 2002 vom Katholikos von Kilikien Aram I. geweiht. Das Geld für den Wiederaufbau wurde von Edik Mejlumyan, einem Armenier aus Urmia, gespendet. Aram I. ließ Mejlumyan hierfür mit dem Ritterorden des Katholikats von Kilikien auszeichnen.
Priester der Kirche war im Oktober 2016 Nerses Pasilyan.

## Architektur
Die armenische St.-Stephanus-Kirche in Urmia steht in nordwest-südöstlicher Richtung. Sie hat einen rechteckigen Grundriss und ein Satteldach. An der nordwestlichen Seite befinden sich zwei Glockentürme mit quadratischem Querschnitt und Pyramidendächern. In der Mitte des Gebäudes ist die Pyramidenkuppel mit Kreuz an der Spitze auf einem zwölfkantigen Tambour mit zwölf Rundbogenfenstern. Die Kirche ist zweigeschossig mit den Kirchenraum im oberen Geschoss. Das untere Geschoss ist im mittleren Bereich nach Südwest offen und kann befahren werden. Das Innere der Kirche ist verputzt. Am südöstlichen Ende befinden sich der Altar und drei Gewölbebögen, und unter dem mittleren, größten von ihnen ist ein Bild der Jungfrau Maria zu sehen, die das Jesuskind in den Armen hält.

## Einrichtungen
Neben der St.-Stephanus-Kirche gibt es eine armenische Schule und einen armenischen Kindergarten der Kirchengemeinde. Bei der Kirche wurden zudem eine Turnhalle und ein Kultursaal errichtet, wo regelmäßig Veranstaltungen stattfinden.